# Кучерява гора
«Кучерява гора» — ботанічний заказник місцевого значення. Розташований у Звенигородському районі Черкаської області, неподалік від села Квітки. До складу заказника входить квартал 32 Квітчанського лісництва ДП «Корсунь-Шевченківське лісове господарство».

## Адміністративна інформація
Площа 2 га.
Заказник створено рішенням Черкаської обласної ради від 23.12.1998 року № 5-3.
Установа, у віданні якої перебуває об'єкт — Селищенська сільська громада.

## Об'єкт охорони
Заказник являє собою пагорб на околиці с. Квітки, зайнятий природною лучно-степовою рослинністю. Серед рослин, що зростають на його території — занесена до Червоної книги України ковила волосиста.

## Топоніміка
Місцеві жителі називають гору не «Кучерява», а «Кучерова». Є думка, що при створенні тут заказника сталась орфографічна помилка. За переказами старожилів, на горі жив кучер економії, або ж родина Кучеренків.